# United States Naval Forces Southern Command

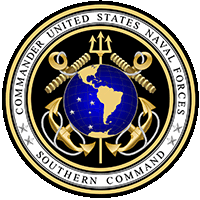
Sigill

United States Naval Forces Southern Command (förkortning: USNAVSO) är ett kommando inom USA:s flotta som utgör dess komponent inom det försvarsgrensövergripande United States Southern Command (USSOUTHCOM) som ansvarar för USA:s militära operationer i Central- och Sydamerika, inklusive Karibiska havet.
Innan bildandet år 2000 hade dessförinnan USA:s atlantflotta bidragit med sjöstridskrafter till USSOUTHCOM. Från början var högkvarteret för USNAVSO beläget vid Naval Station Roosevelt Roads på Puerto Rico men flyttade under 2004 till Naval Station Mayport utanför Jacksonville i nordöstra Florida. 
USA:s fjärde flotta är från återaktivering 2008 en del av USNAVSO.